# Музей жертв войны
Музей жертв войны (вьет. Bảo tàng chứng tích chiến tranh) — военный музей в городе Хошимин, Вьетнам. Адрес музея: улица Vo Van Tan, 28, 3-й округ. Экспозиция музея посвящена основной фазе участия США во вьетнамской войне. Музей находится под управлением правительства Вьетнама. Был открыт в сентябре 1975. Первоначальное название было «Дом для показа военных преступлений американского империализма и марионеточного правительства южного Вьетнама». Позднее название изменилось на «Музей американских военных преступлений». В 1993 название изменилось на «Музей военных преступлений». Текущее название отражает процесс либерализации во Вьетнаме и нормализацию отношений с США.

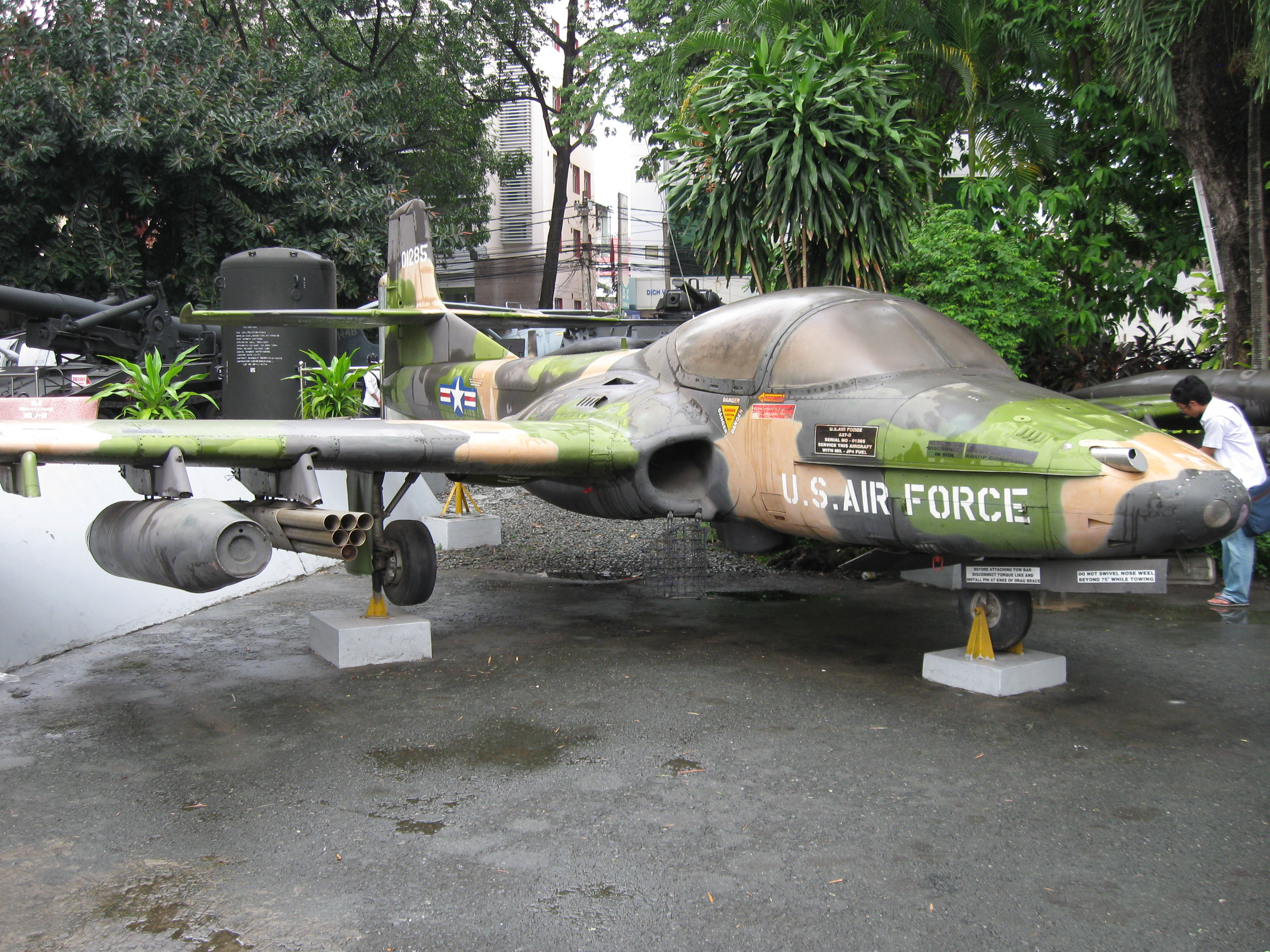
Бывший южновьетнамский A-37 с опознавательными знаками ВВС США

Выставка музея состоит из восьми тем и размещается в нескольких зданиях. Трофейная военная техника размещена во дворе, включая вертолёт UH-1 «Huey», истребитель F-5, бомба BLU-82 (англ. Daisy Cutter — косилка маргариток), танк M48 и штурмовик A-1. В углу двора содержатся неразорвавшиеся боеприпасы.
В музее находится самолёт-штурмовик американского производства A-37 (серийный номер 70-1285). Этот самолёт служил в ВВС Южного Вьетнама, затем был захвачен северовьетнамцами и продолжал службу в составе ВВС Вьетнама. Несмотря на это, в музее самолёт стоит с американскими опознавательными знаками и надписью U.S. AIR FORCE (то есть ВВС США) на борту.
В одном из зданий находятся «тигровые клетки», в которых по приказу правительства Южного Вьетнама содержались политические заключённые. Другие выставки содержит фотографии, сопровождающиеся краткими пояснениями на английском, вьетнамском и японском языках, показывающие последствия использования эйджент оринджа и других дефолиантов, напалма и фосфорных бомб, жестокости (включая резню в Сонгми). Среди экспонатов есть гильотина, которую французы и южные вьетнамцы использовали для казни заключённых (последняя казнь совершилась в 1960) и три сосуда с консервированными человеческими плодами, подвергшимися мутациям под воздействием диоксина.